# Selma Angel
Selma Elisabet Angel, född 13 mars 1846 i Halmstad, död på Nissabo sjukhem där 2 maj 1933, var en svensk fotograf.
Selma Angel var bror till handlaren och kommunalmannen Anton Angel. Hon lät bygga en ateljé vid Fredriksvallsgatan 1870. Angels ateljé blev snabbt populär och lockade till sig kunder långväga ifrån. Förutom porträtt utförde Angel en omfattande dokumentation av miljöer runt om i Halmstad under 1870-talet, hon gjorde även utflykter i Halmstads omgivningar med bilder bland annat från Oskarström. 1880 gifte sig Selma Angel med sjökaptenen Tobias Hallberg, och 1886 överlät hon sin ateljé vid Fredriksvall. Hennes maka avled 1902 och 1907 återupptog hon under några år sitt yrke som fotograf i sin gamla ateljé.